# Saul Malatrasi
Saul Malatrasi (* 17. Februar 1938 in Calto) ist ein ehemaliger italienischer Fußballspieler und -trainer.
Malatrasi ist der bislang einzige Spieler in der Geschichte des europäischen Fußballs, dem es gelang den Europapokal der Landesmeister (bzw. heute Champions League) mit zwei verschiedenen Vereinen aus demselben Land zu gewinnen. 1981/82 war er Trainer des Vereins Delfino Pescara 1936.

## Erfolge
- Europapokal der Landesmeister: 1964/65 (Inter Mailand) und 1968/69 (AC Mailand)
- Europapokal der Pokalsieger: 1960/61 (AC Florenz) und 1967/68 (AC Mailand)
- Weltpokal: 1964 (Inter Mailand) und 1969 (AC Mailand)
- Italienischer Meister: 1964/65, 1965/66 (jew. Inter Mailand), 1967/68 (AC Mailand)
- Italienischer Pokal: 1960/61 (AC Florenz), 1963/64 (AS Rom)
- Finale italienischer Pokal: 1959/60 (AC Florenz)
- 3 Länderspiele für die italienische Nationalmannschaft